# FUSS
FUSS, acronimo di Free Upgrade for a digitally Sustainable School (precedentemente Free Upgrade in Southtyrol's Schools), è una distribuzione GNU/Linux live, cioè funzionante con o senza installazione, dedicata al mondo della scuola, con applicativi allo scopo dedicati. È stata inizialmente finanziata con un contributo del Fondo Sociale Europeo mentre ad oggi viene finanziata dalla Direzione Istruzione e Formazione Italiana della Provincia autonoma di Bolzano. La versione attuale è basata su Debian nella versione 12 "bookworm" sia lato server che lato client. L'ambiente desktop in uso è Xfce. I destinatari sono tutte le scuole primarie e secondarie di primo e secondo grado nonché centri di formazione interessati ad avere una distribuzione completa lato client e server per la gestione della propria rete informatica.

## Storia del progetto FUSS
Il progetto FUSS è partito nel 2005 con lo scopo di portare Software Libero nelle scuole della Provincia autonoma di Bolzano. Il progetto è stato finanziato dal Fondo Sociale Europeo e gestito amministrativamente dalla Scuola Professionale Einaudi di Bolzano la quale ha scelto di avvalersi della consulenza e collaborazione di una azienda italiana operante nel mercato informatico del Software Libero, la ditta Truelite Srl. Dal 2006 al 2015 il progetto è proseguito con personale docente della Direzione Formazione e Istruzione italiana adeguatamente formato per supportare i docenti nella didattica e gestire il parco macchine (circa 4000 desktop e 65 server) presenti nelle scuole. Dal 2015 la Ripartizione informatica della Provincia di Bolzano ha preso in consegna l’assistenza tecnica con un gruppo di sistemisti GNU/Linux (Tecnici FUSS).
Il governo del progetto è in capo alla Direzione Formazione e Istruzione italiana con il Nucleo FUSS, formato da un coordinatore, Paolo Dongilli, coadiuvato dagli insegnanti Andrea Bonani e Claudio Cavalli con la collaborazione dell’ispettore per l’ambito matematico, scientifico e tecnologico Mauro Valer.
Presso ciascun istituto scolastico è presente la figura del referente tecnico; in totale sono circa 70 docenti i quali fungono da punto di contatto verso i tecnici FUSS, per richieste di assistenza e manutenzione e verso il Nucleo FUSS, per richieste relative al software installato, richieste di nuovo software o richieste di formazione.
Nucleo FUSS, Tecnici e Referenti compongono insieme il Gruppo FUSS che ha come scopo quello di sviluppare, manutenere e divulgare un progetto all'avanguardia sul territorio nazionale che ha permesso di rendere digitalmente sostenibile la didattica con le TIC (tecnologie dell’informazione e della comunicazione) nelle scuole in lingua italiana grazie a quattro obiettivi fondamentali:
- l’utilizzo di Software Libero,
- l’impiego di formati aperti e
- la creazione di contenuti liberi

ponendo così le basi per il quarto obiettivo il cui raggiungimento dovrebbe essere garantito da ogni scuola per definizione: il libero accesso al sapere.

## Modello didattico
La scelta di usare software libero nella scuola è anzitutto, al di là delle ragioni economiche o tecniche, una scelta etica e politica. È cioè la scelta di rifarsi, nell'insegnamento, ai valori della libertà e della condivisione del sapere, e non solo quella di usare software efficiente, stabile e sicuro.
La filosofia che sta alla base del software libero, quella della libertà di accesso alle informazioni e della condivisione della conoscenza, si adatta naturalmente al compito educativo di una nuova scuola.
Inoltre usare software libero rappresenta la scelta di utilizzare patrimonio comune dell’umanità, il cui miglioramento e diffusione vanno a beneficio di tutti, e non di una singola entità.
L’utilizzo del software libero rende possibile la partecipazione diretta al suo sviluppo da parte di studenti ed insegnanti, non solo come scrittura di codice, ma soprattutto in termini di suggerimenti sul funzionamento, produzione di documentazione, traduzioni, realizzazioni di contenuti, ecc. Tutto ciò in un modello di scuola vista come una comunità in cui tutte le sue componenti partecipano attivamente al processo di costruzione della conoscenza.
Obiettivo a medio-lungo termine di questo progetto è favorire metodologie di didattica collaborativa, attraverso il coinvolgimento attivo sia dei docenti che degli studenti nello sviluppo del progetto stesso.

## Riconoscimenti
- Il Progetto FUSS nel 2019 ha ricevuto a Roma il "Premio PA Sostenibile"[2] organizzato da ForumPA in collaborazione con ASviS (Alleanza Italiana per lo Sviluppo Sostenibile) come uno dei migliori progetti nazionali che puntano a raggiungere gli obiettivi di sviluppo sostenibile secondo quanto previsto dall’Agenda 2030 dell’ONU.
- Per due anni di seguito, nel 2018[3] e nel 2019[4], FUSS è arrivato in finale all'assegnazione dei DINAcon Awards durante la conferenza DINAcon sulla sostenibilità digitale, organizzata dal Centro di ricerca Digitale Nachhaltigkeit dell’Università di Berna e dal consorzio CH Open.
- Nel 2019 il direttivo dell'OSI (Open Source Initiative) ammette il Progetto FUSS come Affiliate member dell'Associazione[5].
- Il 13 settembre 2019 FUSS riceve la notizia che l’adesione all'iniziativa Repubblica Digitale del Team per la Trasformazione Digitale della Presidenza del Consiglio dei Ministri è stata ufficialmente accettata[6].
- Ad aprile 2020, l'iniziativa Repubblica Digitale aderisce al programma della Commissione UE per le competenze e le professioni digitali, traghettando il progetto FUSS in Europa assieme ad altri 120 progetti della Coalizione nazionale[7].
- Nel corso del 2019 FUSS ha ricevuto l'appoggio di numerosissimi enti, associazioni, aziende e cittadine/i che condividono l’obiettivo del progetto di avere una scuola digitalmente sostenibile a norma di legge[8].
- Ad agosto 2020 FUSS diventa partner della Rete per un Alto Adige sostenibile[9].
- Il 23 dicembre 2020 viene ufficializzato sul sito di Repubblica Digitale il Piano Operativo della Strategia Nazionale per le Competenze Digitali. All'interno del Piano Operativo è prevista un’iniziativa specifica sulla Sostenibilità Digitale (Azione 20) riguardante lo Sviluppo di competenze e cultura digitale degli studenti. Il Progetto FUSS, quale principale progetto di sostenibilità digitale nelle scuole della Provincia autonoma di Bolzano viene annoverato tra le 36 iniziative della Coalizione nazionale destinate al mondo dell’istruzione contribuendo al raggiungimento degli obiettivi dell’Asse 1 (Competenze digitali nel ciclo dell’istruzione e della formazione superiore)[10].
- Il 25 luglio 2023 FUSS viene riconosciuto[11] come bene pubblico digitale dalla Digital Public Goods Alliance[12].

## La distribuzione FUSS

### Utilizzo di APT
La derivazione da Debian permette l'utilizzo di APT, una volta installata nell'hard disk è possibile utilizzare il comando apt-get per installare il software aggiuntivo. FUSS dispone inoltre di un proprio repository (archive.fuss.bz.it).

### Modifiche introdotte dalla versione 8.0
A partire dalla versione 8.0, la configurazione è stata interamente gestita tramite Ansible, abbandonando i precedenti scripts bash e Python. Il client non è più basato su Ubuntu bensì su Debian (principalmente per via del cambio delle IP policy di Ubuntu) e come ambiente grafico è stato utilizzato Xfce.

### Adozione di FUSS
Ad oggi la distribuzione FUSS è utilizzata nei seguenti istituti:
- tutte le scuole pubbliche primarie e secondarie in lingua italiana della Provincia autonoma di Bolzano[13] (11 istituti comprensivi, 4 istituti pluricomprensivi, 9 scuole secondarie di secondo grado):
  - Istituto comprensivo Bassa Atesina
  - Istituto comprensivo Bolzano I – Centro storico
  - Istituto comprensivo Bolzano II – Don Bosco
  - Istituto comprensivo Bolzano III – Viale Trieste
  - Istituto comprensivo Bolzano IV – Oltrisarco
  - Istituto comprensivo Bolzano V – Gries 1
  - Istituto comprensivo Bolzano VI – Via Rovigo
  - Istituto comprensivo Bolzano – Europa 2
  - Istituto comprensivo Laives I
  - Istituto comprensivo Merano I
  - Istituto comprensivo Merano II
  - Istituto pluricomprensivo Bolzano-Europa 1
  - Istituto pluricomprensivo Bressanone
  - Istituto pluricomprensivo Brunico – Val Pusteria
  - Istituto pluricomprensivo Vipiteno – Alta Val d´Isarco
  - Istituto di istruzione secondaria di II grado "Galileo Galilei" - Bolzano
  - Istituto di istruzione secondaria di II grado "Gandhi" - Merano
  - Istituto di istruzione secondaria di II grado - Bressanone
  - Istituto di istruzione secondaria di II grado per le scienze umane, i servizi e il turismo "C. de' Medici" - Bolzano
  - Istituto Tecnico Economico "Cesare Battisti" - Bolzano
  - Istituto tecnico per le costruzioni, l'ambiente e il territorio "A. e P. Delai" - Bolzano
  - Liceo "Evangelista Torricelli" - Bolzano
  - Liceo "Giosué Carducci" - Bolzano
  - Liceo "Giovanni Pascoli" - Bolzano
- Circolo di scuola dell'infanzia Bolzano (III Circolo)
- Liceo paritario delle scienze applicate allo sport “G. Toniolo”[14];
- Laboratorio di robotica educativa presso Liceo scientifico delle scienze applicate presso l’istituto paritario “Rainerum”[14];
- Scuola di Musica in lingua italiana "Vivaldi";
- Liceo Statale "Niccolò Rodolico" di Firenze;
- Istituto Professionale “E. Cornaro” per i Servizi di Enogastronomia e Ospitalità Alberghiera di Jesolo[15];
- Liceo Scientifico "Savoia Benincasa di Ancona;
- IISS "Bruno Munari" di Castelmassa (Rovigo).

FUSS è stato adottato anche da alcune scuole dell'infanzia di Bolzano le cui attrezzature informatiche, spesso datate, montavano versioni insicure di sistemi operativi proprietari. Diverse le richieste giunte al Nucleo FUSS nelle quali le direzioni sottolineavano il bisogno di sistemi aggiornati e fruibili dalle insegnanti.
FUSS viene utilizzata come distribuzione di riferimento dal progetto SchoolSwap in Provincia di Bolzano; questo progetto di solidarietà digitale ha lo scopo di recuperare PC da ditte o enti pubblici per darli in comodato d'uso gratuito a studentesse, studenti o famiglie che hanno bisogno di un computer per studiare o lavorare e che non possono permettersi l’acquisto di un nuovo apparecchio.
Durante il periodo di pandemia da COVID-19, la necessità di recuperare PC desktop e portatili usati da fornire a lavoratrici e lavoratori nel settore pubblico e privato per il lavoro agile, ha permesso l'ulteriore diffusione di FUSS quale sistema operativo leggero adatto al riutilizzo di computer altrimenti non più utilizzabili con sistemi operativi proprietari.

## Versioni
| versione | nome in codice | edizione    | ambiente desktop | codice base client           | codice base server           | data di pubblicazione | fine del supporto | note        |
| -------- | -------------- | ----------- | ---------------- | ---------------------------- | ---------------------------- | --------------------- | ----------------- | ----------- |
| 1        | Soledad        | Main        | GNOME            | Debian GNU/Linux 3.1 "sarge" | Debian GNU/Linux 3.1 "sarge" | 10/07/2005            |                   |             |
| 2        | Eland          | Main        | GNOME            |                              |                              | 22/01/2008            |                   |             |
| 3        | Nyala          | Main        | GNOME            |                              |                              | 23/10/2008            |                   |             |
| 4        | Sable          | Main        | GNOME            |                              |                              | 28/10/2009            |                   |             |
| 5        | Neon           | Main        | GNOME            | Ubuntu 10.04                 |                              | 20/06/2010            |                   |             |
| 6        | Argon          | Main        | Unity            | Ubuntu 12.04                 | Debian 7 "wheezy"            | 17/10/2013            | 28/04/2017        |             |
| 8        | FUSS 8         | i386, amd64 | Xfce             | Debian 8 "jessie"            | Debian 8 "jessie"            | 22/03/2017            | 30/06/2020        |             |
| 9        | FUSS 9         | i386, amd64 | Xfce             | Debian 9 "stretch"           | -                            | 09/04/2018            | 30/06/2022        | solo client |
| 10       | FUSS 10        | amd64       | Xfce             | Debian 10 "buster"           | Debian 10 "buster"           | 01/06/2020            | 30/06/2023        |             |
| 11       | FUSS 11        | amd64       | Xfce             | Debian 11 "bullseye"         | -                            | 28/07/2022            | 30/06/2023        | solo client |
| 12       | FUSS 12        | amd64       | Xfce             | Debian 12 "bookworm"         | Debian 12 "bookworm"         | 10/06/2023            | 30/06/2026        |             |
| 13       | FUSS 13        | amd64       | Xfce             | Debian 13 "trixie"           | Debian 13 "trixie"           |                       |                   |             |

     versione obsoleta
     vecchia versione ancora supportata
     versione corrente
     versione futura

## Voci e progetti correlati
- Debian
- AcademiX GNU/Linux
- Edubuntu
- Edutainment
- The Open Schoolhouse
- Puavo
- So.Di.Linux
- Skolelinux
- Ubuntu